# 묵납자루
묵납자루(Acheilognathus signifer), 문화어: 파랑납주레기)는 잉어과에 속하는 민물고기로, 한국고유종이며 환경부 지정 멸종위기 야생생물 Ⅱ급으로 보호받고 있다. 납자루속에 속하는 물고기 가운데 가장 아름다운 종으로 알려져 있어, 밀렵의 위협을 받는다.